# Robinsonia morula
Robinsonia morula là một loài bướm đêm thuộc phân họ Arctiinae, họ Erebidae.